# جوليو سيزار (لاعب كرة قدم مواليد 1956)
جوليو سيزار (بالبرتغالية: Júlio César da Silva Gurjol) هو لاعب كرة قدم برازيلي في مركز الهجوم، ولد في 3 مارس 1956 في ريو دي جانيرو في البرازيل. لعب مع ريفر بليت وغريميو بورتو أليغرينزي ونادي فاسكو دا غاما ونادي فلامنغو ونادي فورتاليزا.

## وصلات خارجية
- جوليو سيزار (لاعب كرة قدم مواليد 1956) على موقع أوليمبيديا (الإنجليزية)